# Шпаківська сільська рада
Шпакі́вська сільська́ ра́да — орган місцевого самоврядування Новомиргородського району Кіровоградської області. Центр сільської ради — село Шпакове.
Площа — 40,33 км². Населення — 562 чоловік.

## Населені пункти
Сільській раді підпорядковані населені пункти:
- с. Шпакове
- с. Бровкове
- с. Пенькине

## Склад ради
Рада складається з 14 депутатів та голови.

### Керівний склад ради
| ПІБ                            | Основні відомості                                                         | Дата обрання | Дата звільнення |
| ------------------------------ | ------------------------------------------------------------------------- | ------------ | --------------- |
| Зарудня Світлана Володимирівна | Сільський голова, 1966 року народження, освіта, позапартійна              | 26.03.2006   | 31.10.2010      |
| Красюк Дмитро Сергійович       | Сільський голова, 1980 року народження, освіта вища, член Партії регіонів | 31.10.2010   |                 |

Примітка: таблиця складена за даними джерела

## Населення
Згідно з переписом УРСР 1989 року чисельність наявного населення сільської ради становила 536 осіб, з яких 230 чоловіків та 306 жінок.
За переписом населення України 2001 року в сільській раді мешкали 562 особи.

### Мова
Розподіл населення за рідною мовою за даними перепису 2001 року:
| Мова       | Відсоток |
| ---------- | -------- |
| українська | 93,24 %  |
| російська  | 4,45 %   |
| молдовська | 2,14 %   |
| білоруська | 0,18 %   |